# Un petit mensonge
Pour plus de détails, voir Fiche technique et Distribution.
Un petit mensonge est un téléfilm français réalisé par Denis Malleval, diffusé le 19 septembre 2009 sur France 3.

## Fiche technique
- Date de diffusion : 19 septembre 2009 sur France 3
- Titre original : Un petit mensonge
- Réalisateur : Denis Malleval
- Société de production : FR3 et TV5 Monde
- Producteur : Yannick Labaye et Elyane Legrand
- Musique du film : Cyril Morin
- Directeur de la photographie : Philippe Pavans de Ceccatty
- Montage : Alain Caron
- Création des décors : Gérald Fauritte
- Création des costumes : Sylvie Pensa
- Genre : Film dramatique
- Durée : 90 minutes

## Distribution
- Frédéric van den Driessche : Éric Waltz
- Julie Judd : Alexandra Lozzi
- Gaëla Le Devehat : Ariane Hambrelot
- Micky Sébastian : Hélène Waltz
- Nina Cohen : Chloé Lozzi
- Bastien Aubert Maury : Hugo Hambrelot
- Francine Bergé : Marie-Françoise
- Clarisse Tennessy : Chloé Lozzi
- Paul Buchholz : Thomas Waltz
- Indiana Chambre : Louise Waltz
- Sarah Lou Duriez : Bibliothécaire
- Catherine Falgayrac : Valérie
- Charles-Eric Petit : Serveur restaurant
- Frédéric Restagno : Patron Coutellerie
- Stina Soliva : Secrétaire Eric
- Danielle Stefan : Patronne Coutellere
- Brahim Tekfa : L'instituteur
- Nicolas Violin : Serveur hôtel